# Antoni Gałecki
Antoni Gałecki (Łódź, 4 de junho de 1906 — 14 de dezembro de 1958) foi um futebolista polonês. Ele competiu na Copa do Mundo FIFA de 1938, sediada na França, na qual a seleção de seu país terminou na 11º colocação dentre os 15 participantes.